# Shin yami no koe Kaidan
Shin Yami no Koe Kaidan （新・闇の声 潰談、lit. "Nuevas voces en la obscuridad Kaidan"）también por su traducción del inglés New voices in the dark Kaidan, es un cómic de horror escrito e ilustrado por Junji Ito, como la continuación del compendio de relatos cortos Yami no koe. Fue publicado por primera vez por la editorial Asahi Sonorama, el 14 de noviembre del 2006, y finalizó en enero de 2013. Este es un relato 

## Sinopsis
Detrás del terror se esconde la miseria humana, lo ridículo de nuestra existencia. En esta colección de historias cortas, el maestro del género, Junji Ito, vuelve a explorar nuevas facetas del horror. Lo truculento, lo absurdo, lo surrealista… se dan cita en esta serie de relatos, entre los que se encuentran algunos de los más celebrados del autor, como Los fantasmas del prime time o Los autoconfinados, que fue adaptado a televisión.

## Capítulos
- El frente de Sōichi （双 一 前線、Sōuichi Zensen）
- La mascota amada de Sōichi（双一の愛玩動物、Sōichi no Aigan Doubutsu）
- En el valle de los espejos（合鏡谷にて　Gō-kyō tani nite）
- Cualquier cosa, menos fantasmas（幽霊になりたくない、Yūrei ni naritakunai）
- Biblioteca de ilusiones （蔵書幻影、Zōsho gen'ei）
- Canciones en las obscuridad（闇の絶唱、Yami no zesshō）
- Película sangrienta（潰談、Kaidan）